# Nakai (Kanagawa)
Pour les articles homonymes, voir Nakai.
Nakai (中井町, Nakai-machi) est un bourg du district d'Ashigarakami, dans la préfecture de Kanagawa, au Japon.

## Géographie

### Situation
Nakai est situé dans la partie sud-ouest de la préfecture de Kanagawa.

### Municipalités limitrophes
| Hadano  | Hadano  | Hadano    |
| Ōi      | Nakai   | Hiratsuka |
| Odawara | Odawara | Ninomiya  |

### Démographie
Au 1er novembre 2013, la population de Nakai s'élevait à 9 811 habitants répartis sur une superficie de 20,02 km2. En octobre 2024, elle était de 8 971 habitants.

## Histoire
Le village de Nakai a été créé le 1er avril 1889 à la suite de la mise en place du système de municipalités modernes. Il a fusionné avec le village voisin d'Iguchi le 1er avril 1908. Nakai a obtenu le statut de bourg le 1er décembre 1958.